# Barka (piosenka)
Barka (hiszp. Pescador de hombres) – hiszpańska pieśń religijna, do której muzykę i słowa napisał w 1974 hiszpański ksiądz Cesáreo Gabaráin. W tym samym roku polskie słowa napisał salezjanin, ks. Stanisław Szmidt. Według rozpowszechnionej opinii autor skomponował melodię do utworu nad brzegiem Jeziora Galilejskiego, prawdopodobnie wyobrażając sobie scenę ewangelii, w której Jezus Chrystus zaprasza Piotra i jego towarzyszy, aby zostawili wszystko i stali się „rybakami ludzi”.

## Historia
Polski tekst pieśni został po raz pierwszy wydrukowany w salezjańskim śpiewniku Radośnie przed Panem. Papież Jan Paweł II śpiewał ją w Gnieźnie podczas swojej pierwszej pielgrzymki do Polski w 1979 roku. Autor polskiej wersji pieśni, ksiądz Szmidt, spotkał się z papieżem podczas audiencji generalnej w Rzymie w 1980.
Na krakowskich Błoniach 18 sierpnia 2002, po modlitwie na „Anioł Pański”, gdy ludzie śpiewali „Barkę”, Jan Paweł II powiedział:

Chcę powiedzieć na zakończenie, że właśnie ta oazowa pieśń wyprowadziła mnie z Ojczyzny przed dwudziestu trzema laty. Miałem ją w uszach, kiedy słyszałem wyrok konklawe, i z nią, z tą oazową pieśnią nie rozstawałem się przez wszystkie te lata. Była jakimś ukrytym tchnieniem Ojczyzny. Była też przewodniczką na różnych drogach Kościoła. I ona przyprowadzała mnie wielokrotnie tu, na te krakowskie Błonia pod Kopiec Kościuszki…

Od tego czasu „Barka” była wielokrotnie śpiewana na spotkaniach papieża z Polakami. Istnieją także tłumaczenia na inne języki, m.in. angielski (Lord, You Have Come to the Lakeshore), chorwacki (Krist na žalu) czy czeski (Pán zastavil se na břehu).
W 2021 amerykańska archidiecezja Los Angeles wydała oświadczenie, że zakazuje wykonywania lub odtwarzania utworów muzycznych skomponowanych przez Gabaráina, w tym także „Barki”. Przyczyną tego zakazu były zarzuty wykorzystywania seksualnego nieletnich, które postawiono autorowi utworu.

## Różne wersje językowe
| Język      | Tytuł                                      |
| ---------- | ------------------------------------------ |
| angielski  | Lord, You Have Come                        |
| chorwacki  | Krist na žalu / Krist jednom stade na žalu |
| słowacki   | Bárka                                      |
| hiszpański | Pescador de hombres                        |
| japoński   | 主は水辺にたった Shu wa mizube ni tatta    |
| niemiecki  | Barke                                      |
| polski     | Barka                                      |

## Wykonania
Barka znajduje się w repertuarze różnych wokalistów, którzy wydali ją na swoich albumach.
| Wykonawca           | Album                                                            | Rok  | Nośnik                               |
| ------------------- | ---------------------------------------------------------------- | ---- | ------------------------------------ |
| Charyzmaty          | 20 lat zespołu Charyzmaty                                        | 1990 | MC                                   |
| Danuta Stankiewicz  | Divide amorem inter nos                                          | 1991 | LP (Veriton)                         |
| Anna Maria Jopek    | Barka. Koncert z okazji Dnia Papieskiego                         | 2002 | CD                                   |
| Krzysztof Krawczyk  | Ojcu Świętemu śpiewajmy                                          | 2005 | CD (Sony BMG)                        |
| Magda Anioł         | Lolek                                                            | 2005 | CD (Paganini)                        |
| Kuba Badach         | Barka                                                            | 2018 | wykonanie w Royal Albert Hall        |
| Massuana            | Barka – Najpiękniejsze pieśni religijne i piosenki pielgrzymkowe | 2019 | CD (Soliton)                         |
| Mała Armia Janosika | Barka                                                            | 2020 | youtube                              |
| Bayer Full          | Barka                                                            | 2022 | koncert transmitowany przez TV Trwam |